# Pangolí malai
El pangolí malai (Manis javanica) és un mamífer del gènere Manis que habita el sud-est asiàtic, principalment Tailàndia, Indonèsia, les Filipines, Vietnam, Laos, Cambodja, Malàisia i Singapur. Viu en una gran varietat d'ecosistemes però tots ells poblats, ja que passa la major part del temps enfilat als arbres. Aquest animal es troba en greu perill d'extinció degut a la caça furtiva, que aprofita la seva carn i escames per comerciar de manera il·legal, principalment a la Xina.

## Descripció
La seva longitud oscil·la entre els 79-88 cm, incloent la cua, tot i que els mascles solen ser més llargs que les femelles. El seu pes pot arribar als 10kg i presenten una simetria bilateral molt clara. Estan recoberts per escames angulars que es sobreposen des de la part superior dels orificis nasals fins a la punta de la cua. Les de l'esquena i els costats són de color marró groguenc i molt dures. El ventre i la cara estan recoberts únicament per pèls blanquinosos o castanys, considerant-se aquesta zona tova i, per tant, vulnerable als depredadors. Els individus tenen un crani cònic amb ulls petits protegits per gruixudes parpelles (visió deficient). El nas és allargat i carnós, les orelles externes estan poc desenvolupades i la cavitat bucal conté una llengua extremadament llarga (es pot arribar a estendre 25cm) i prima i sense dents. Aquesta conté un pigment adhesiu que permet a l'animal capturar formigues i termites.
El pangolí malai es reprodueix un cop a l'any, amb una gestació d'uns 130 dies de duració i una descendència d'entre una o dues cries. Aquestes solen estar acompanyades pels seus progenitors durant els primers tres mesos de vida. A partir d'aquest temps són capaços de viure sols (a vegades en parelles), amb una actitud tímida i amb una major activitat nocturna.
Els seus principals depredadors són els l'humà, el tigre, la pantera nebulosa i, en menor proporció, la boa. Per defensar-se d'aquests adopten una posició d'enrotllament sobre ells mateixos, exposant les parts dures a l'exterior i preservant les toves per evitar lesions que puguin provocar la mort.

## Hàbitat
Es distribueix per diversos ecosistemes, principalment boscos, àmplies sabanes i àrees poblades amb arbustos o matolls gruixuts. Sovint s'han trobat exemplars en zones de cultiu com jardins i plantacions. Tot i ser animals amb unes excel·lents qualitats per excavar túnels soterranis, aquest no és el seu hàbitat principal, ja que també són àgils trepadors. Això els permet enfilar-se pels arbres amb molta estabilitat per defensar-se dels depredadors, cercar aliments i inclús passar-hi hores en repòs.
També s'ha observat certa activitat aquàtica, malgrat no ser bons nedadors. 

## Alimentació
Són uns animals insectívors. La seva alimentació es basa en la ingesta de formigues i termites, les quals localitza pel seu potent sentit de l'olfacte. Amb l'ajuda de les urpes és capaç de fer forats sota terra per trobar aquests insectes. Es calcula que ingereix unes 200.000 formigues al dia (uns 70 milions anualment) i, per tant, el rol més important que exerceixen en els ecosistemes que habiten ve donat pel control de les poblacions d'insectes.

## Esperança de vida
No s'han pogut fer estudis a llarg termini d'aquests animals degut als seus hàbits nocturns i el baix nombre d'individus. A més, és molt complex mantenir aquests animals en captivitat. Per tant, és molt difícil recollir informació sobre la mitjana de vida d'aquesta espècie.
Tot i això, es va observar que un individu d'una espècie del mateix gènere (Manis crassicaudata) va ser capaç de sobreviure 20 anys en captivitat. 

## Genoma
El genoma de Manis javanica té una longitud de 2.5 gigabases (Gpb) i s'han identificat 23.446 gens que codifiquen proteïnes.

## Relació amb els humans
No s'han descrit casos de conductes agressives cap humans. L'absència de dents no els permet fer mossegades de gravetat.
L'interès econòmic per aquests animals es dona principalment per la seva pell, escates i carn. També els indígenes de les àrees on habita s'alimenten de la carn d'aquest animal. Alguns països asiàtics utilitzen les seves escames amb finalitats medicinals.